# 石山味噌醤油
石山味噌醤油株式会社（いしやまみそしょうゆ）とは、新潟県新潟市南区に本社を置く日本の調味料メーカーである。

## 概要
1906年（明治39年）に味噌蔵を建てて創業。その後醤油・味噌の製造も開始し、1950年（昭和25年）1月31日に株式会社化。
2014年に民事再生法の適用を申請した。
当社の創立当初、同市中央区湊町通四ノ町に所在する旧本社（現新潟工場）の敷地内に建てられた3棟の味噌蔵は、2000年（平成12年）4月28日に登録有形文化財に登録されたが、2015年に解体された。跡地は売却され葬祭ホールになっている。